# Заверталюк, Яков Гаврилович

Старший сержант Я. Г. Заверталюк. Осень 1943 года

Яков Гаврилович Заверталюк (1919—1969) — советский военнослужащий, участник Великой Отечественной войны. Герой Советского Союза (1944). Гвардии старший сержант.

## Биография
Яков Гаврилович Заверталюк родился 27 сентября 1919 года в селе Глубочок Звенигородского уезда Киевской губернии Украинской ССР (ныне Тальновского района Черкасской области Украины) в крестьянской семье. Русский. После смерти родителей маленького Якова направили в детский приют при сельскохозяйственной коммуне имени 26-и бакинских комиссаров, которая располагалась на хуторе Живые Ключи Юго-Восточной области РСФСР (ныне Ростовской области Российской Федерации). Яков Заверталюк окончил начальную школу в посёлке Жирнов, после чего работал в колхозе.
В сентябре 1938 года Белокалитвинским районным военкоматом Ростовской области Я. Г. Заверталюк был призван в ряды Рабоче-крестьянской Красной Армии. Отслужив срочную службу, Яков Гаврилович остался на сверхсрочную, получил сержантское звание.
В боях с немецко-фашистскими захватчиками Я. Г. Заверталюк участвовал с октября 1941 года на Западном фронте. Был ранен в битве за Москву на тульском направлении. Лечился в госпитале, после чего до лета 1943 года служил в запасном полку, где занимался обучением новобранцев. С июля 1943 года старший сержант Я. Г. Заверталюк на Центральном фронте в должности командира стрелкового отделения 5-й стрелковой роты 218-го гвардейского стрелкового полка 77-й гвардейской стрелковой дивизии 61-й армии. Участвовал в Орловской операции Курской битвы и Черниговско-Припятской операции Битвы за Днепр, в составе своего подразделения освобождал город Чернигов. Особо отличился при форсировании реки Днепр и боях на её правом берегу.
В конце сентября 1943 года передовые части 61-й армии вышли к Днепру в районе села Неданчичи Черниговской области Украины. В ночь на 27 сентября 1943 года 5-я рота 2-го стрелкового батальона 218-го гвардейского стрелкового полка 77-й гвардейской дивизии под командованием гвардии лейтенанта Мелика Магерамова в числе первых форсировала водную преграду. Отделение гвардии старшего сержанта Я. Г. Заверталюка первым ворвалось в немецкие траншеи и в рукопашной схватке, действуя штыками и ручными гранатами, выбило оттуда немцев, причём в этом бою Я. Г. Заверталюк лично уничтожил пятерых фашистов. Прикрывая высадку остальных подразделений полка, бойцы отделения Заверталюка участвовали в отражении четырёх вражеских контратак, уничтожив в ходе боя до 15 солдат противника.
Указом Президиума Верховного Совета СССР «О присвоении звания Героя Советского Союза генералам, офицерскому, сержантскому и рядовому составу Красной Армии» от 15 января 1944 года за «образцовое выполнение боевых заданий командования по форсированию реки Днепр и проявленные при этом отвагу и геройство» гвардии старшему сержанту Заверталюку Якову Гавриловичу было присвоено звание Героя Советского Союза.
Я. Г. Заверталюк в боях за плацдарм был тяжело ранен и на фронт уже не вернулся. После лечения в госпитале он был демобилизован по инвалидности. Золотая Звезда Героя Советского Союза нашла Якова Гавриловича только в 1950 году.
До 1952 года Яков Гаврилович работал председателем Андреевского сельского совета Покровского района Днепропетровской области Украинской ССР. Неоднократно избирался депутатом местного совета. С 1952 года Я. Г. Заверталюк работал учителем истории в одной из школ города Днепропетровск. Одновременно заочно учился в Днепропетровском государственном университете, который закончил в 1957 году.
В 1967 году Яков Гаврилович Заверталюк вышел на пенсию. Жил в городе Днепропетровске. Умер 14 декабря 1969 года. Похоронен на Аллее героев Запорожского кладбища города Днепропетровска.

## Примечание
1. 1 2  Архивный реквизит на сайте «Подвиг народа» № 150011514.
2. ↑  По другим данным с июля 1943 года (источник: Герои Советского Союза: Краткий биографический словарь. Т. 1).
3. ↑  Указ Президиума Верховного Совета СССР «О присвоении звания Героя Советского Союза генералам, офицерскому, сержантскому и рядовому составу Красной Армии» от 15 января 1944 года // Ведомости Верховного Совета Союза Советских Социалистических Республик : газета. — 1944. — 23 января (№ 4 (264)). — С. 1. Архивировано 24 сентября 2021 года.

## Награды
- Медаль «Золотая Звезда» (15.01.1944);
- орден Ленина (15.01.1944);
- орден Красной Звезды (29.09.1943).

## Память
- Имя Героя Советского Союза Я. Г. Заверталюка увековечено на аллее Героев станицы Тацинской Ростовской области Российской Федерации.
- Мемориальная доска в память о Заверталюке установлена Российским военно-историческим обществом на здании Жирновской средней школы, где он учился.

## Документы
- Общедоступный электронный банк документов «Подвиг Народа в Великой Отечественной войне 1941—1945 гг.» Архивировано 13 марта 2012 года.

Герой Светского Союза. Архивировано 25 декабря 2012 года.
Указ Президиума Верховного Совета СССР. Архивировано 24 мая 2013 года.
Докладная на имя Верховного Главнокомандующего. Архивировано 24 мая 2013 года.
Список награждённых. Архивировано 24 мая 2013 года.
Орден Красной Звезды. Архивировано 24 мая 2013 года.